# Cortinarius elatior
Cortinarius elatior (Christian Hendrik Persoon, 1801 ex Elias Magnus Fries, 1838) din încrengătura Basidiomycota, în familia Cortinariaceae și de genul Cortinarius este o ciupercă comestibilă regional destul de răspândită, fiind un simbiont micoriza (formează micorize pe rădăcinile arborilor). Un nume popular nu este cunoscut. În România, Basarabia și Bucovina de Nord trăiește de la câmpie la munte, sociabil în grupuri, în păduri de foioase și în cele mixte, sub fagi, mesteceni și stejari, dar uneori și în zone ierboase și uscate. Timpul apariției este din (iulie) august până în noiembrie.

## Taxonomie

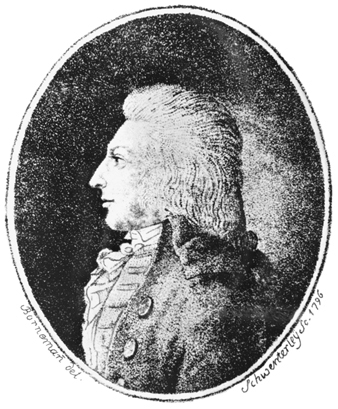
C. H. Persoon

Numele binomial a fost determinat de cunoscutul micolog bur Christian Hendrik Persoon în volumul 1 al operei sale Synopsis methodica Fungorum din 1801 drept Agaricus elatus.
Apoi, în 1838, renumitul savant Elias Magnus Fries a transferat specia la genul Cortinarius cu epitetul elatior, de verificat în cartea sa Epicrisis systematis mycologici, seu synopsis hymenomycetum, fiind și numele curent valabil (2022).
Sinonim obligatoriu este Myxacium elatius a botanistului german Friedrich Otto Wünsche din 1877,  bazând pe descrierea lui Fries, dar și toți ceilalți taxoni sunt acceptați.
Cortinarius livido-ochraceus Miles Joseph Berkeley (1836/1860) ca sinonim al speciei aici descrise între timp nu mai este acceptat, fiind o specie mult mai mică și parțial de alte calități, cum au atestat Mordecai Cubitt Cooke și Meinhard Michael Moser, văzută și de Index Fungorum drept specie autonomă.
Epitetul specific este derivat din cuvântul latin (latină elatus=mândru, ridicat, sublim), datorită lungimii piciorului.

## Descriere

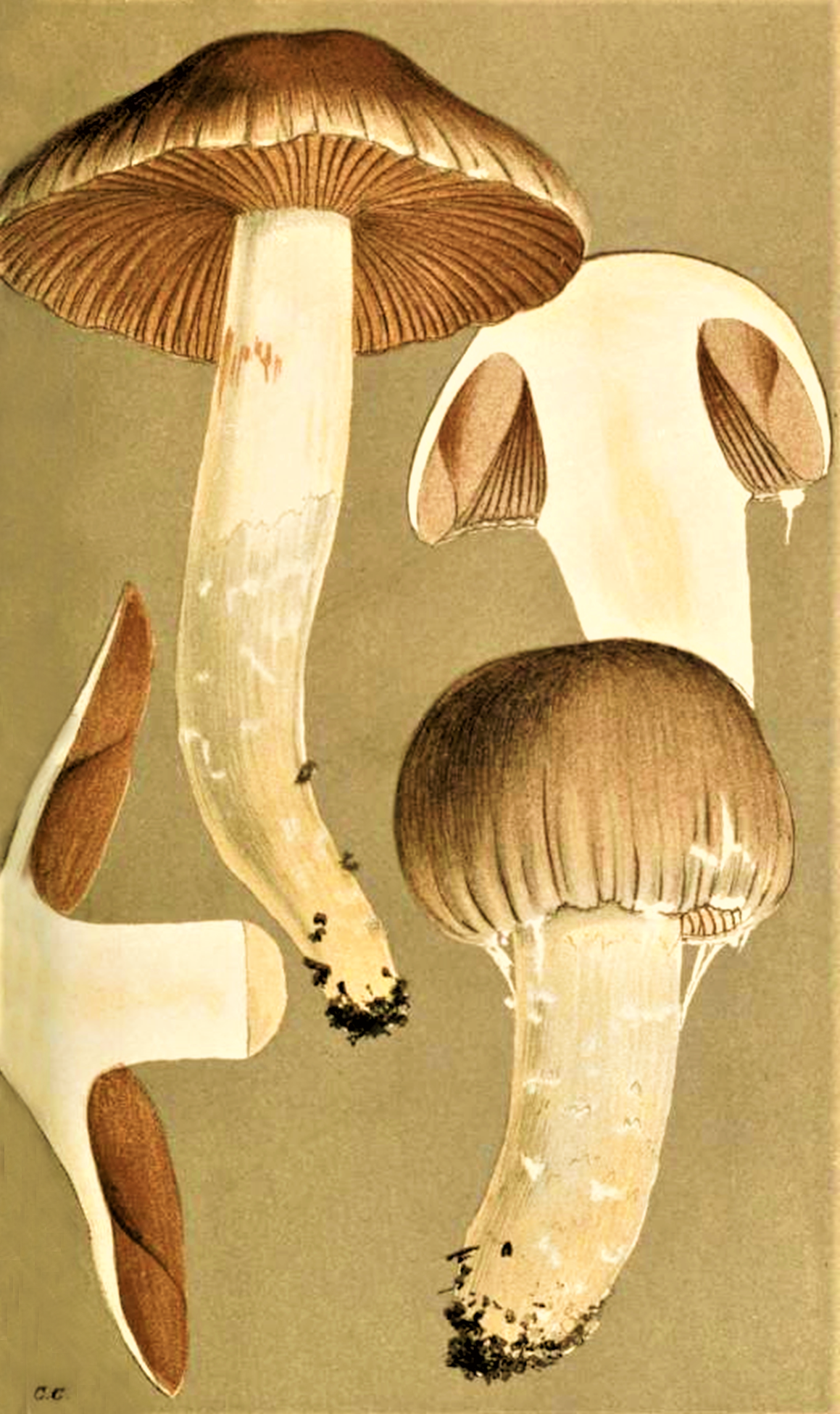
Cooke: Cortinarius elatior

- Pălăria: cărnoasă are un diametru între 6 și 12 (14 cm), este la început boltită emisferic cu marginile răsucite înspre interior, capătă însă repede o formă de clopot, adesea cu o cocoașă largă care devine mai ascuțită când ciuperca se aplatizează în vârstă. Cuticula canelată radial este vâscoasă și lucioasă. Coloritul diferă, el poate fi galben, ocru-gălbui, ocru-maroniu, brun-măsliniu până la brun-purpuriu închis.
- Lamelele: sunt subțiri, aglomerate, intercalate, bifurcate, slab bombate, adesea încrețite și ondulate, ocazional anastomozate (conectate între ele) și aderate la picior, fiind învăluite la început de o cortină deschis alb-violetă, rest al vălului parțial. Coloritul inițial rozaliu cu o tentă liliachie devine cu timpul de culoarea argilei și în sfârșit brun-ruginiu. Muchiile sterile sunt mai palide și ciliate.
- Piciorul: solid, plin pe dinăuntru și cleios-lipicios are o lungime de 7-14 (20) și o lățime de 1,2-2,5 cm, fiind fusiform și înrădăcinând. Deasupra unei zone inelare mucoase este gri-albicios, crestat longitudinal și ceva mai uscat, iar dedesubt albicios cu nuanțe liliachii.
- Carnea: este compactă, fermă, gri-albă până deschis ocru-gălbuie. Nu se decolorează după tăiere. Mirosul este inițial imperceptibil, apoi mai mult sau mai puțin pronunțat de miere și gustul blând.[3][4]
- Caracteristici microscopice: are spori colorați ocru, amigdaloizi până la o formă de lămâie zveltă, uneori și sub-amigdaloizi, apexul mai ales îngust, rar rotunjit mediu-lat, extins cu aproximativ 30%, în mod normal verucoși cu o ornamentație mediu-puternică sau puternică formată din negi denși mai mult sau mai puțin anastomozați, măsurând 11-13 (14) x 6,5-7 (8) microni. Pulberea lor este brun-ruginie. Basidiile clavate, hialine sau cu un conținut de celule brun-ocracee cu o ansă bazală de anastomoză poartă 4 sterigme fiecare și măsoară 25-32 x 7-10 microni. Pileocistidele (elemente sterile de pe suprafața pălăriei) în stratul superior de hife (numit ixocutis) sunt duble cu tendința de trichoderm cu celule de 300 µm grosime și aproximativ 3-6 µm lățime, ocazional ramificate, cele terminale fiind cilindrice, de 18-50 µm lungime, întotdeauna fără cleme. Epicutis este formată din hife cilindrice, fără panglici de anastomoză în septe, cele mai superficiale fiind dispuse lejer, iar cele interne mai compact, având o grosime de 3-6 μm. Hipodermul este bine dezvoltat cu celule de până la 30 µm grosime cu un pigment galben-auriu parțial încrustând  în pereții groși. Pleurocistidele (elemente sterile situate în himenul de pe fețele lamelor) sunt hialine, eterogene, cu celule sterile cilindrice, sau celule claviforme fertile de 20-30 x 8-10 microni. Cheilocistidele (elemente sterile situate pe muchia lamelor) sub formă de balon, veziculare, în formă de măciucă sau pediculat veziculoase până globulare, adesea dispuse în lanț și fără agrafe, au o dimensiune de 25-36 x 10-23 microni.[12][13]
- Reacții chimice: carnea se decolorează cu hidroxid de potasiu numai foarte slab maroniu, pe când cuticula puternic brun roșcat la margine, devenind în zona marginală galben de sulf sau galben de lămâie.[13]

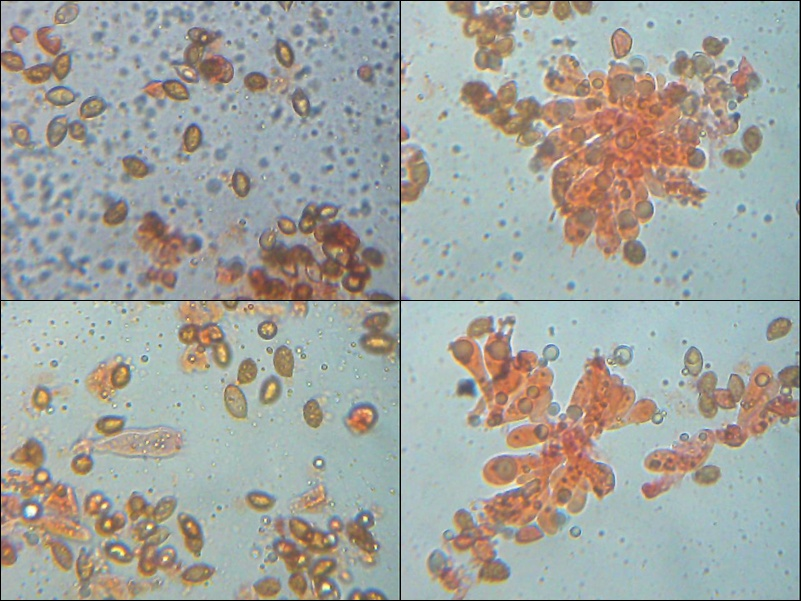
C. elatior, spori
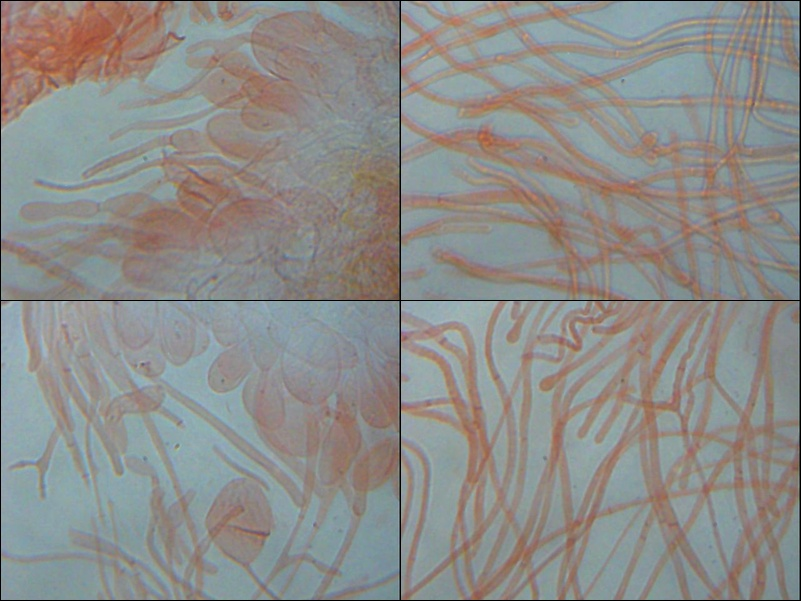
C. elatior, basidii și cistide
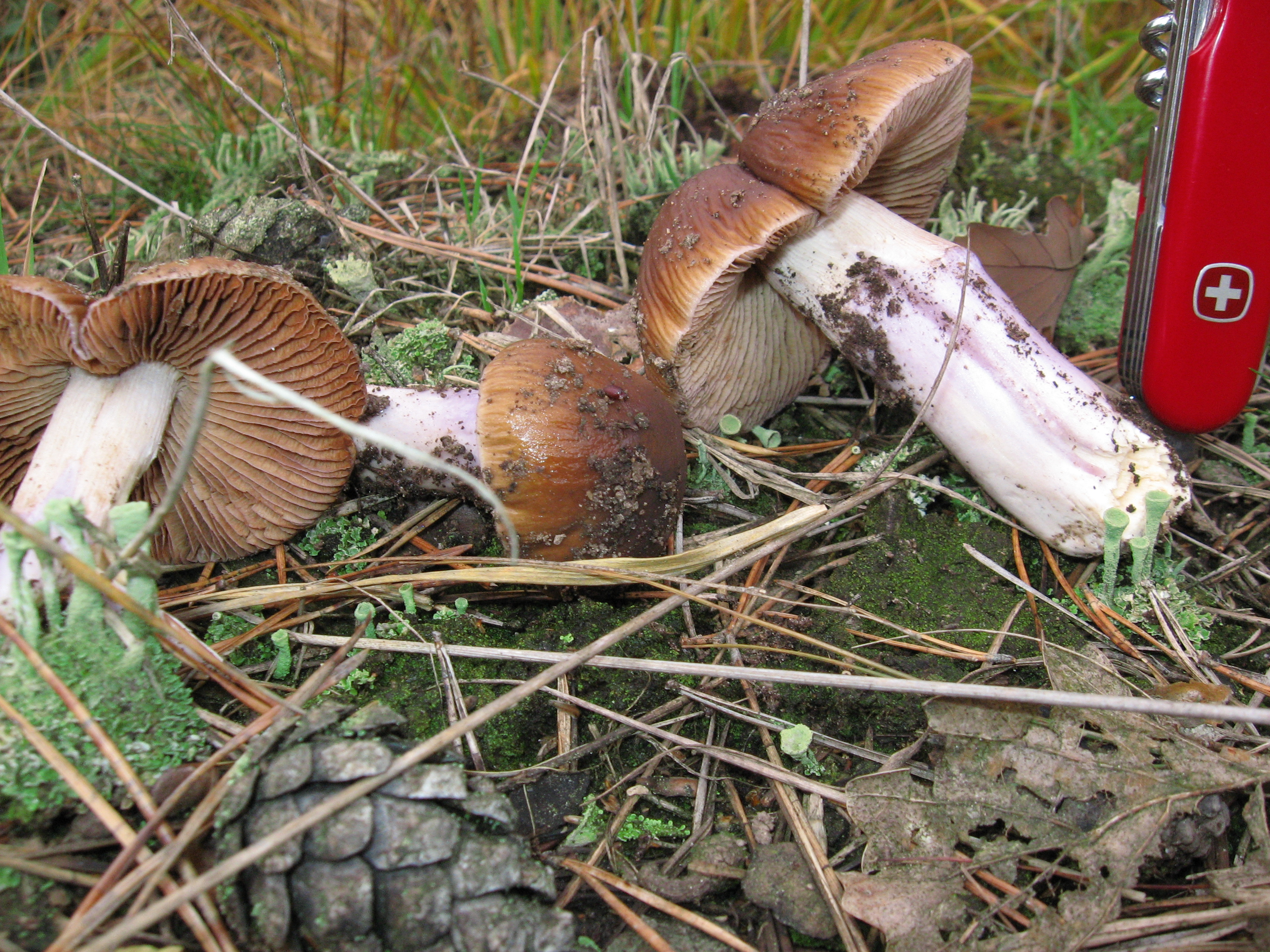
C. elatior, lamele și picior
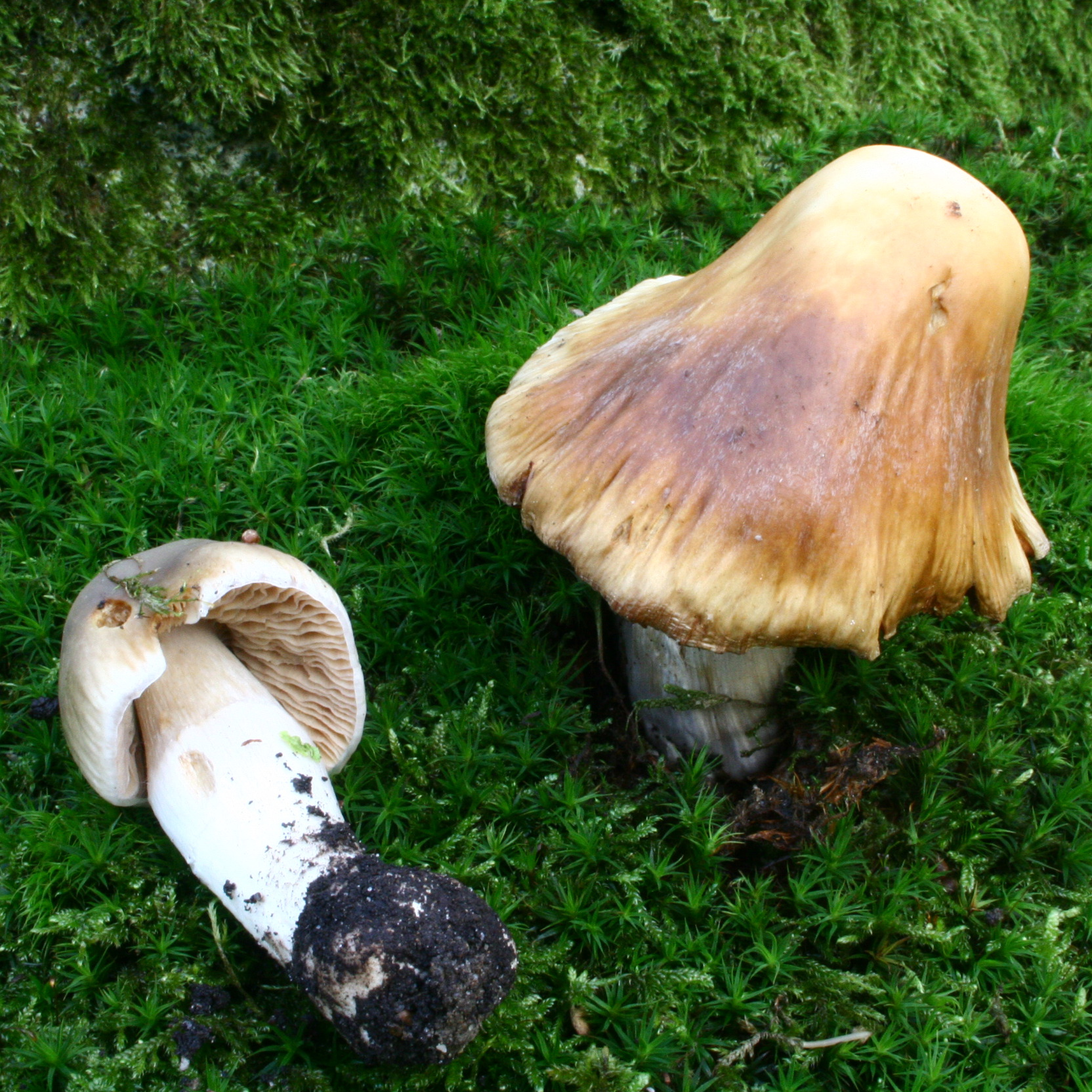
C. elatior mai tineri
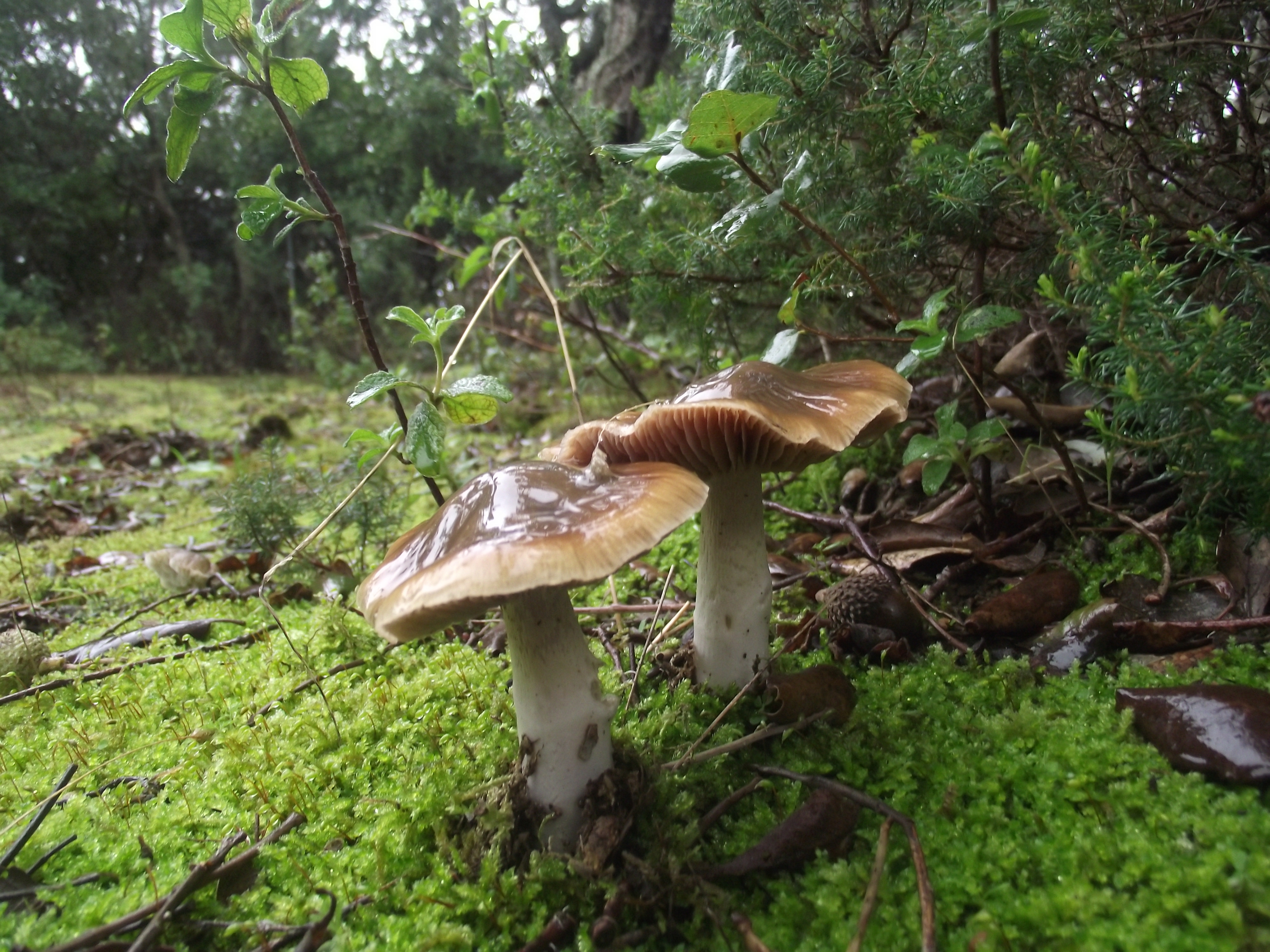
C. elatior maturi la umezeală

## Confuzii
Cortinarius elatior poate fi confundat în primul rând cu gemenul său mai mic Cortinarius livido-ochraceus (comestibil),, dar, de asemenea, de exemplu cu  Cortinarius collinitus (comestibil (inițial lamele albicioase, apoi maroniu-roșcate și picior acoperit la început de un văl lipicios lila-purpuriu), Cortinarius mucosus (comestibil, crește și el sub mesteceni, fără miros de miere), sau cu Cortinarius trivialis (necomestibil),dar, de asemenea, de exemplu cu Cortinarius alboviolaceus (necomestibil),  Cortinarius callisteus (otrăvitor), Cortinarius caninus (comestibil), Cortinarius delibutus (comestibil),  Cortinarius largus (necomestibil, miros mai mult sau mai puțin pământos, gust blând), Cortinarius mucosus (comestibil), Cortinarius multiformis (comestibil, lamele inițial albicioase, apoi cenușii până la maroniu-roșcate și piciorul inițial albicios, apoi ocru deschis), Cortinarius stillatitius (comestibil), Cortinarius turmalis (necomestibil, miros ceva fistichiu ca de drojdie, de lapte acru, chiar de picioare fetide, gust blând), Cortinarius varius (comestibil) sau Cortinarius vibratilis (necomestibil, lamele alb-gălbuie la început, apoi maroniu-roșcate și picior alb, inițial acoperit de un văl lipicios, foarte amar).

## Specii asemănătoare în imagini

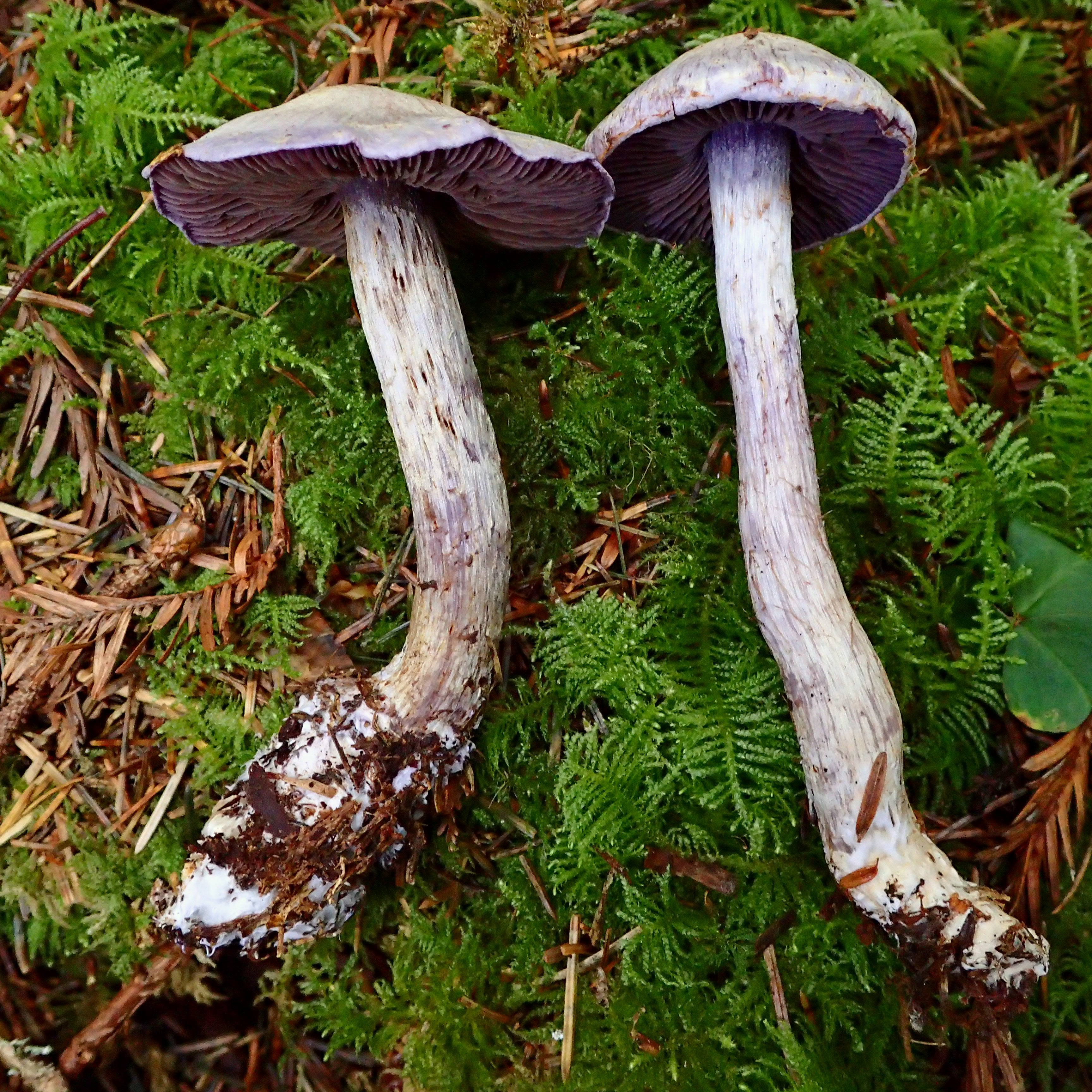
!Cortinarius alboviolaceus!
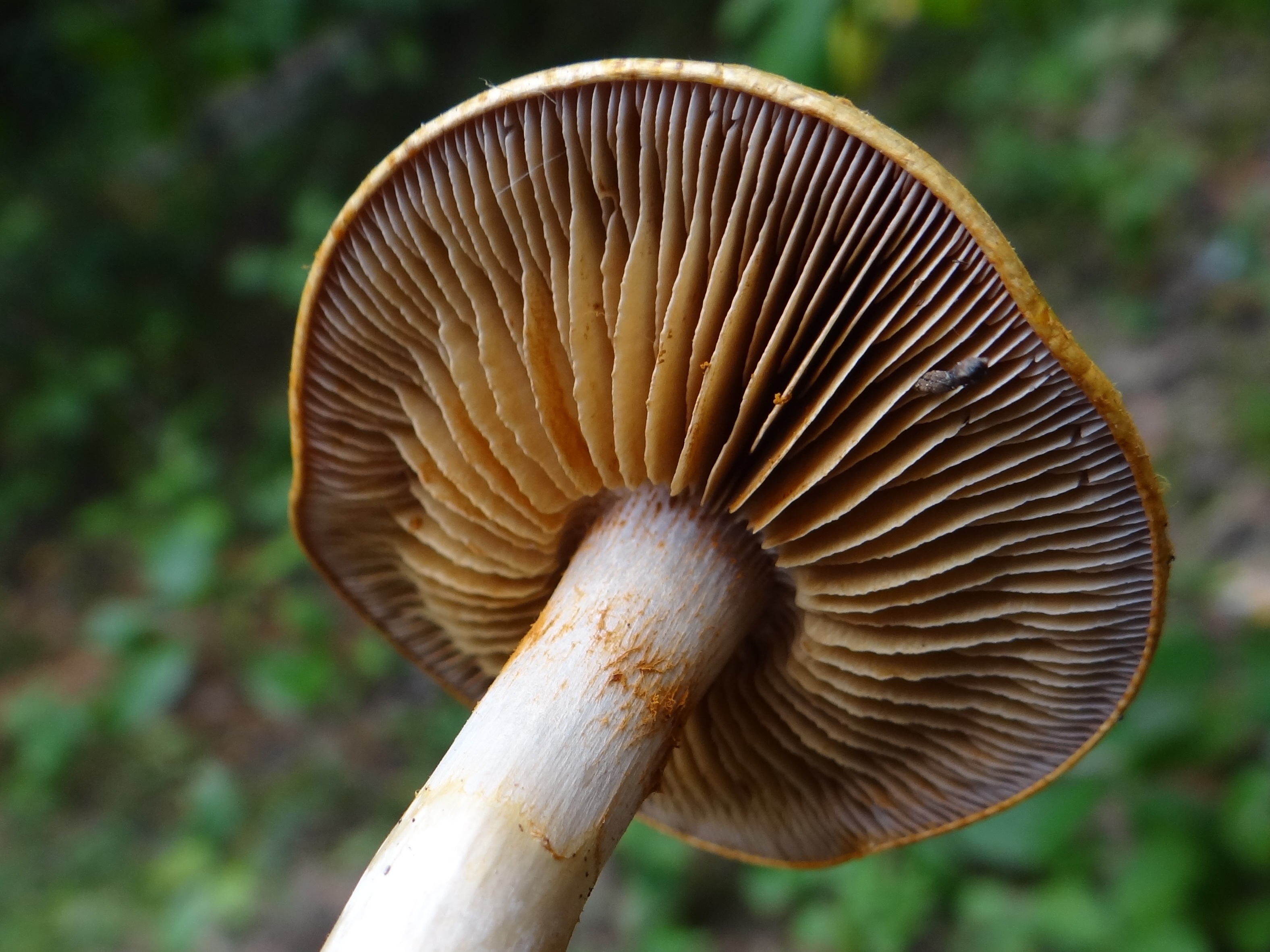
!!Cortinarius callisteus!!
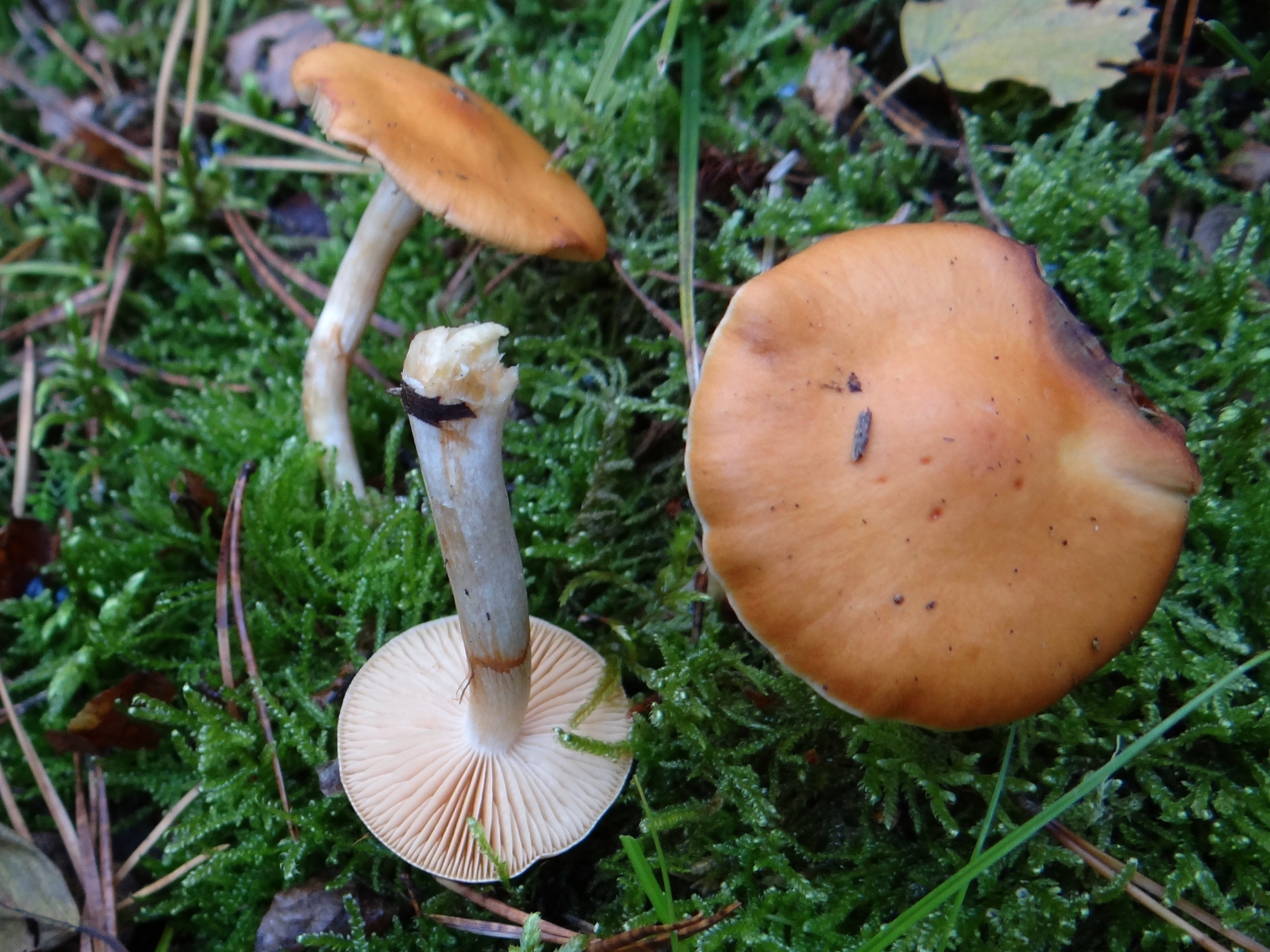
Cortinarius caninus
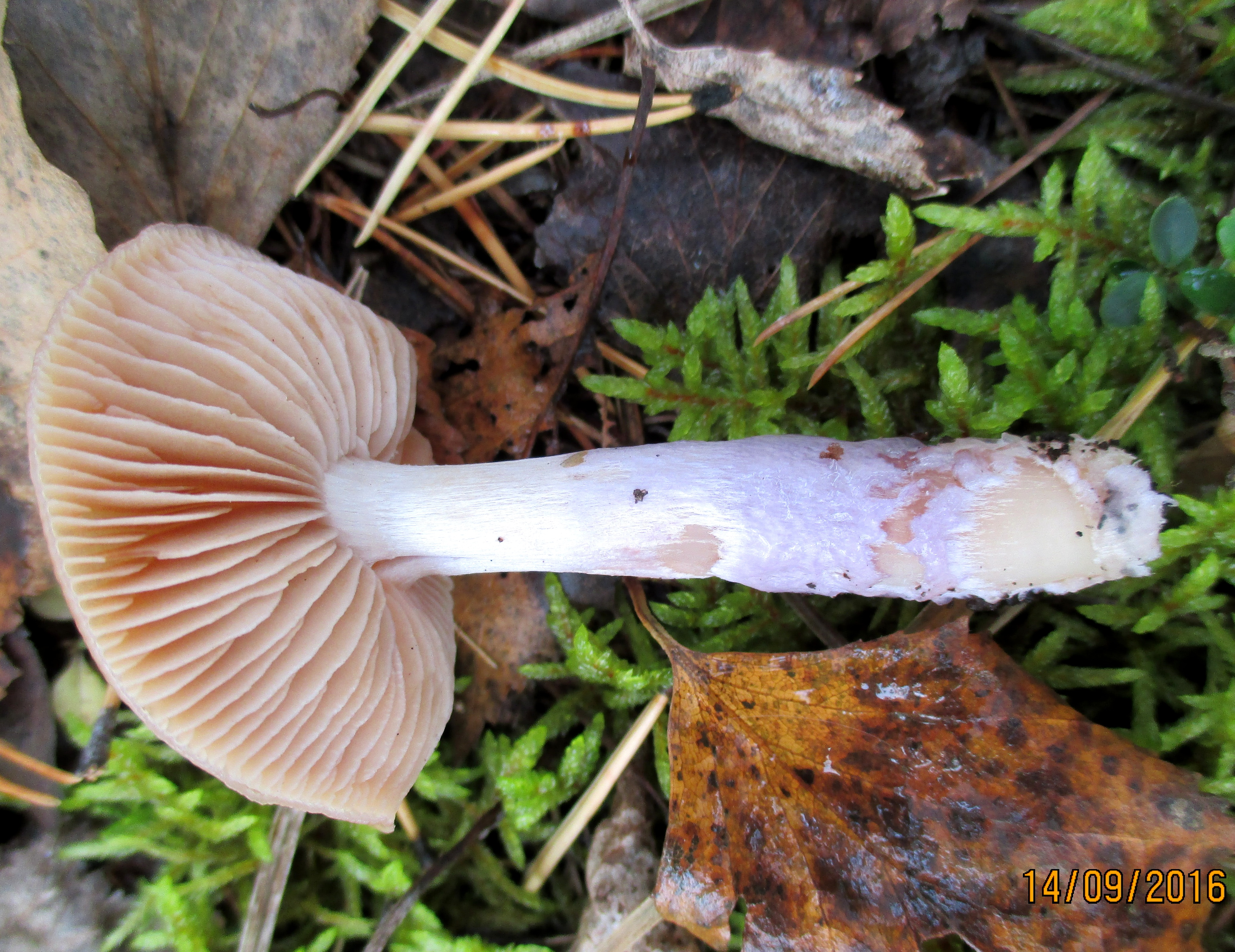
Cortinarius collinitus
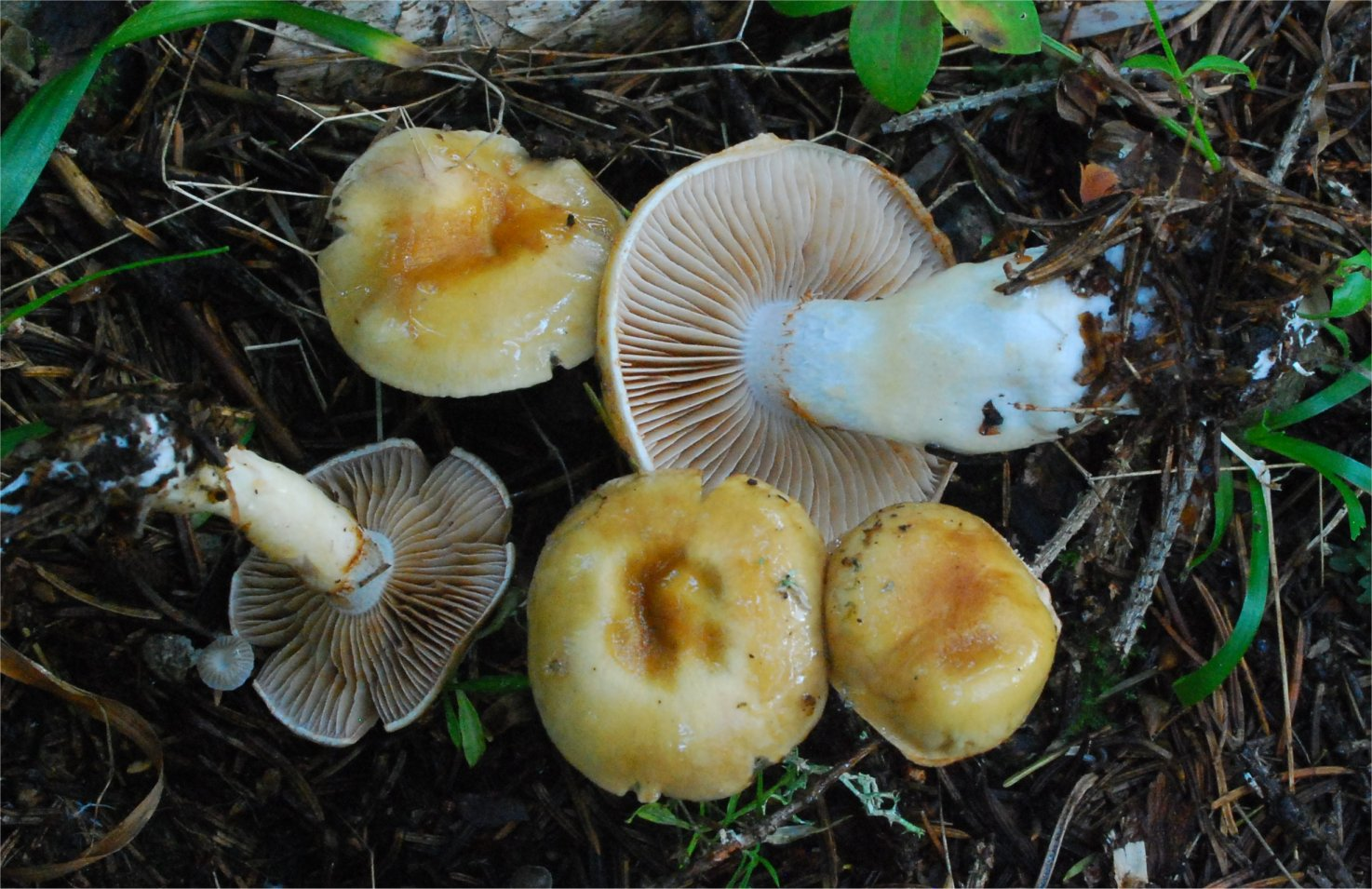
Cortinarius delibutus

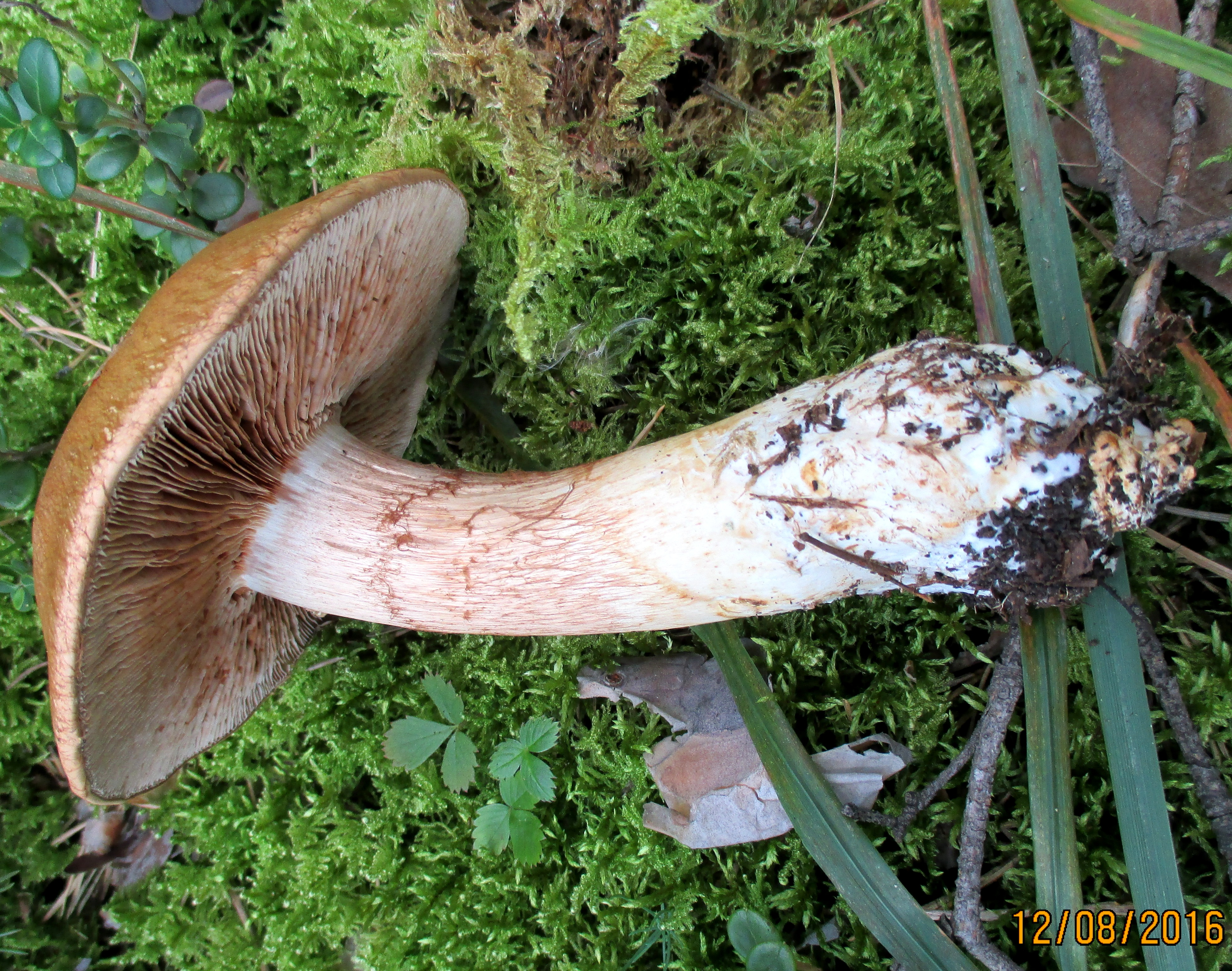
!Cortinarius largus!
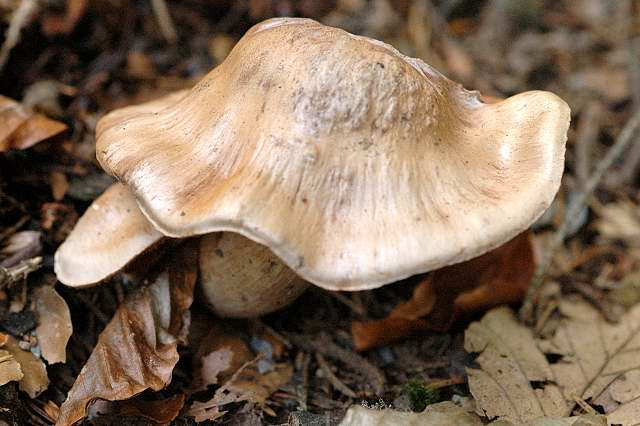
Cortinarius livido-ochraceus
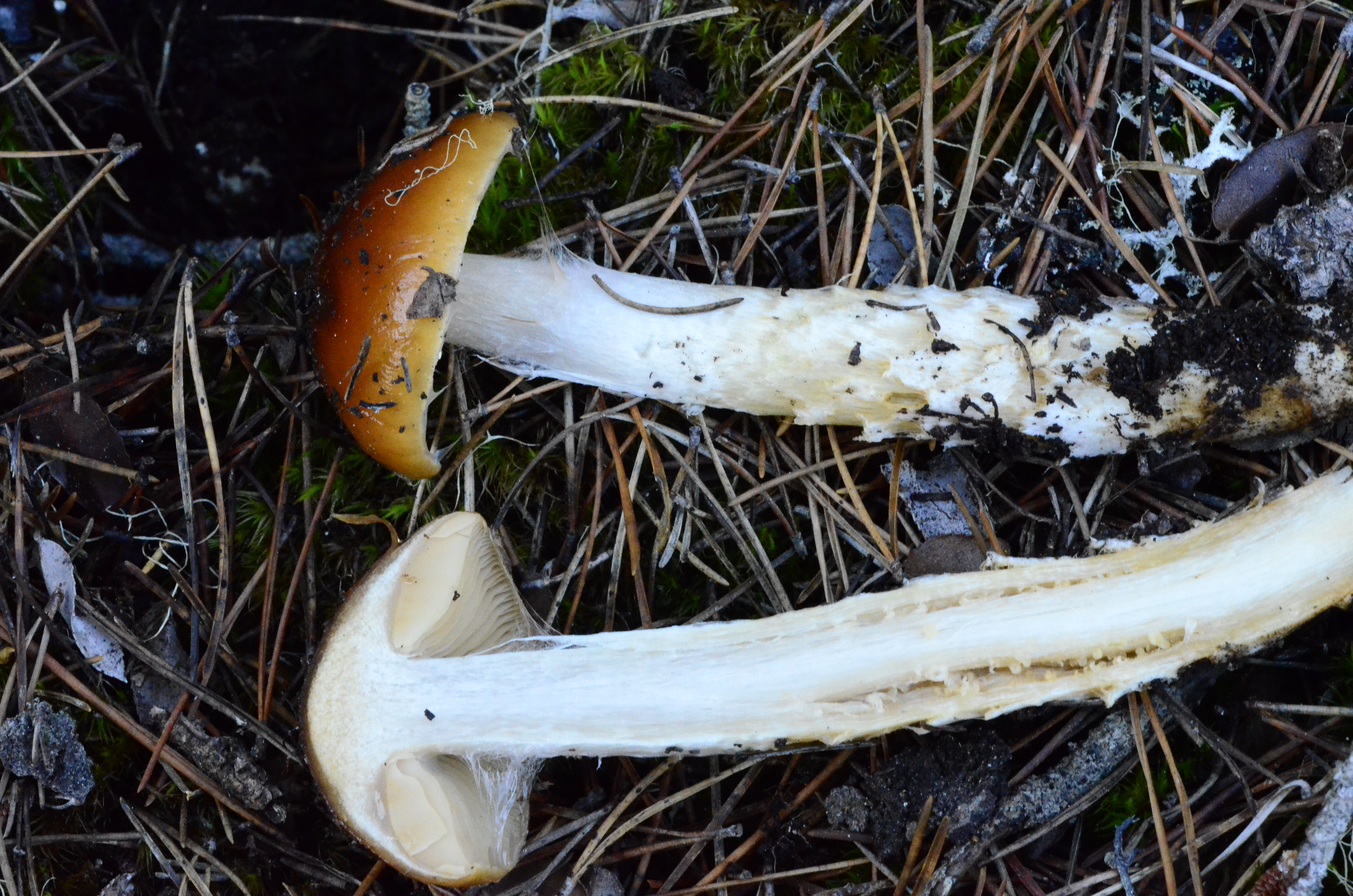
Cortinarius mucosus
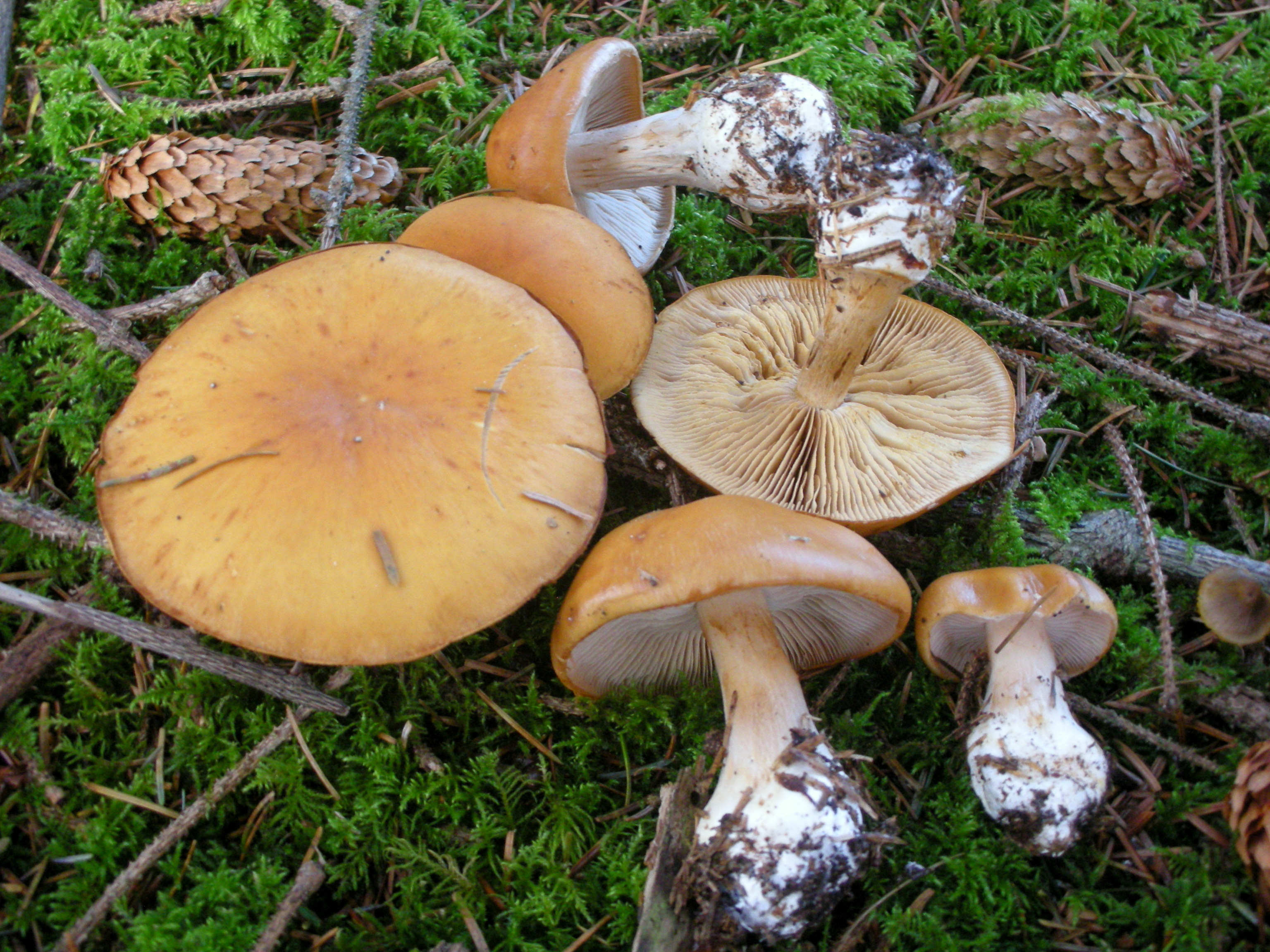
Cortinarius multiformis

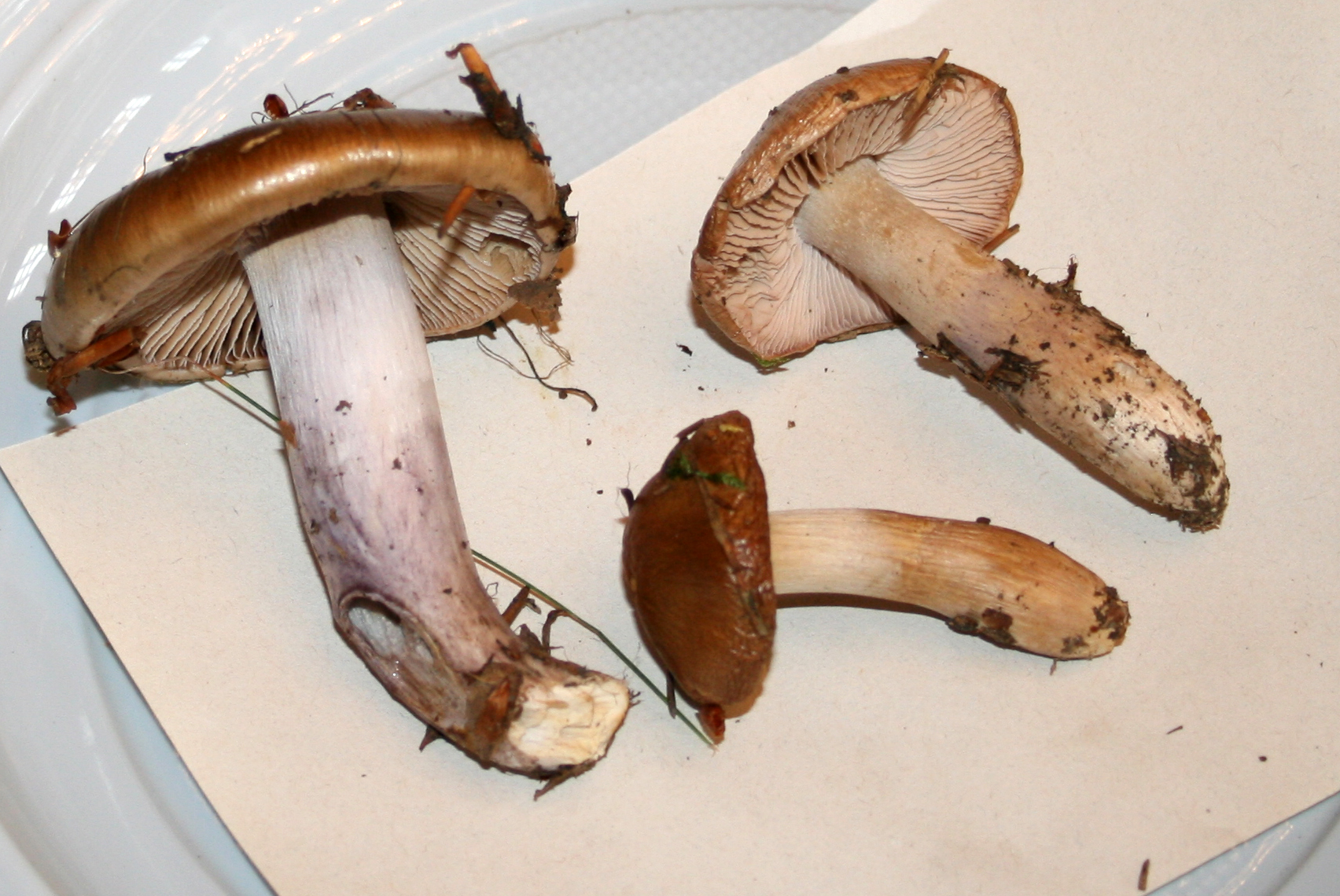
Cortinarius stillatitus
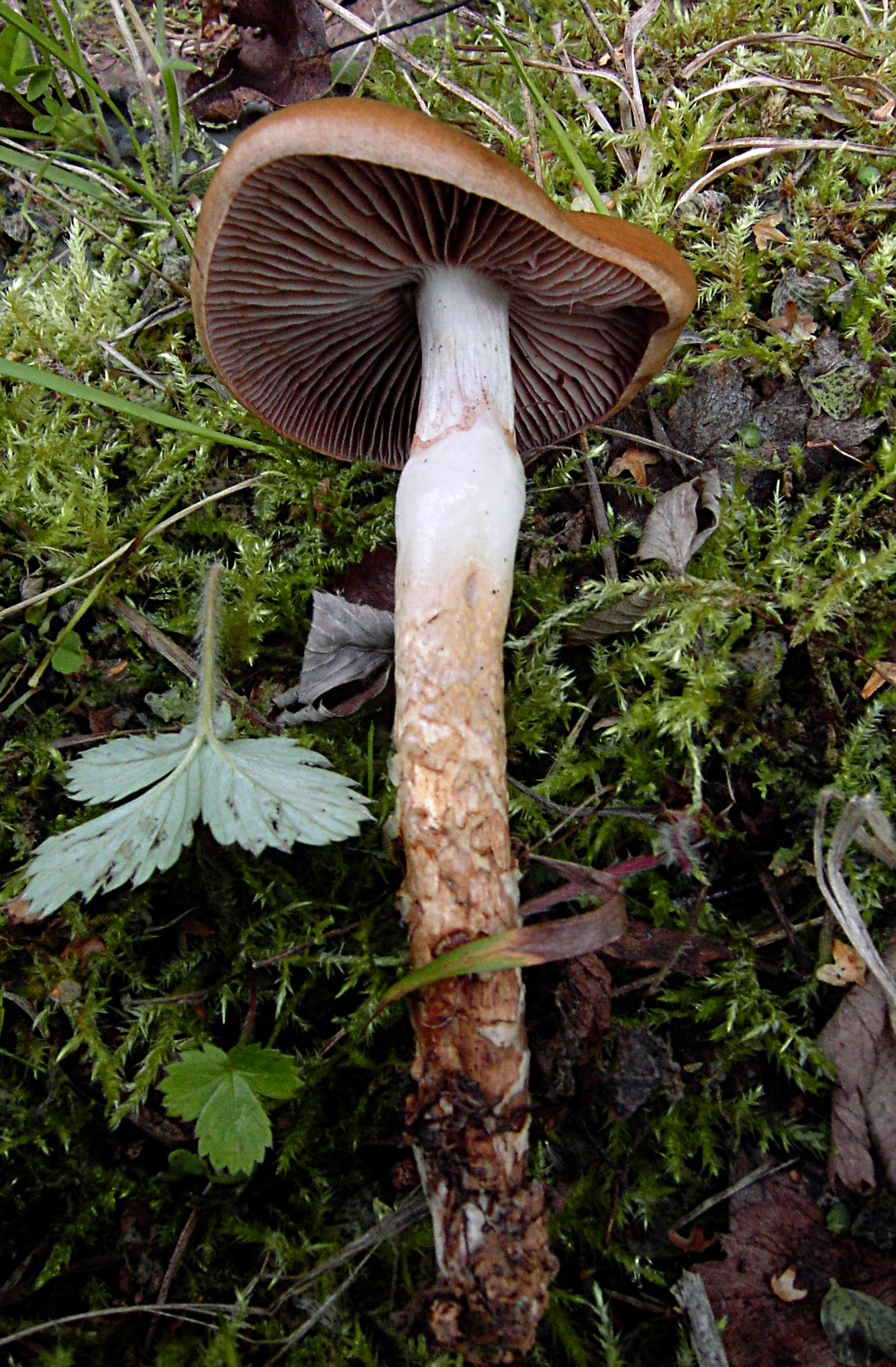
!Cortinarius trivialis!
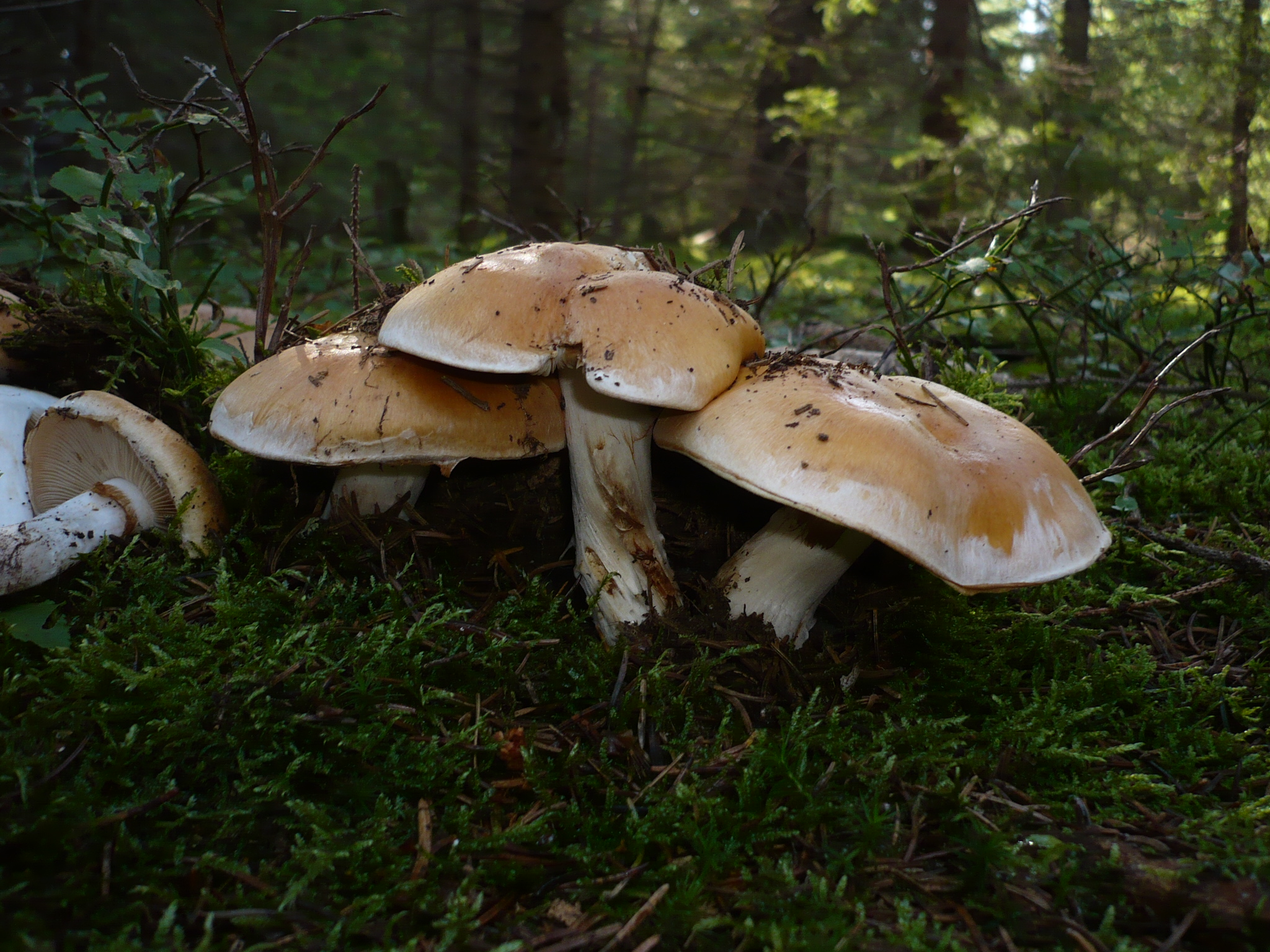
!Cortinarus turmalis!
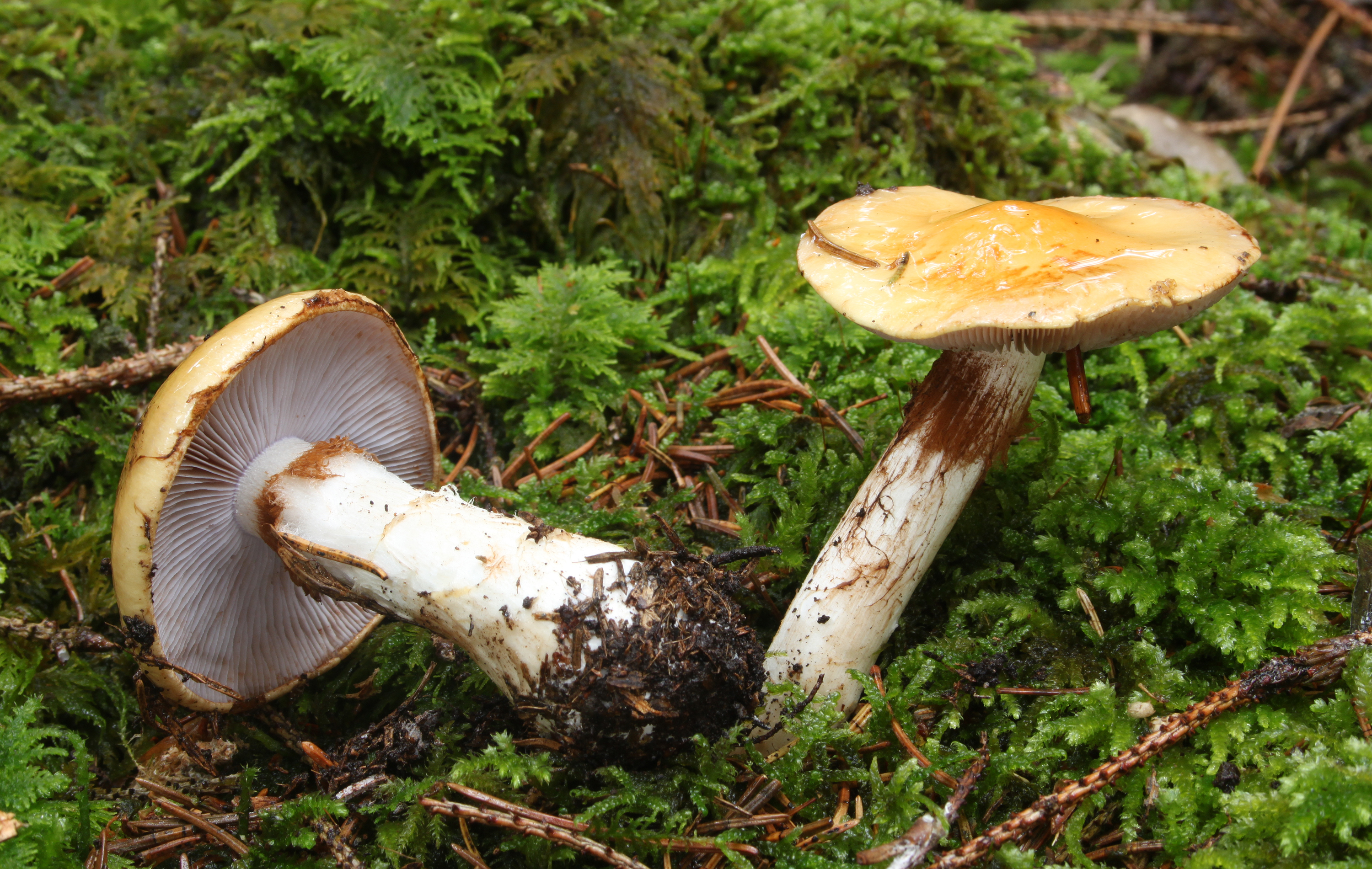
Cortinarius varius
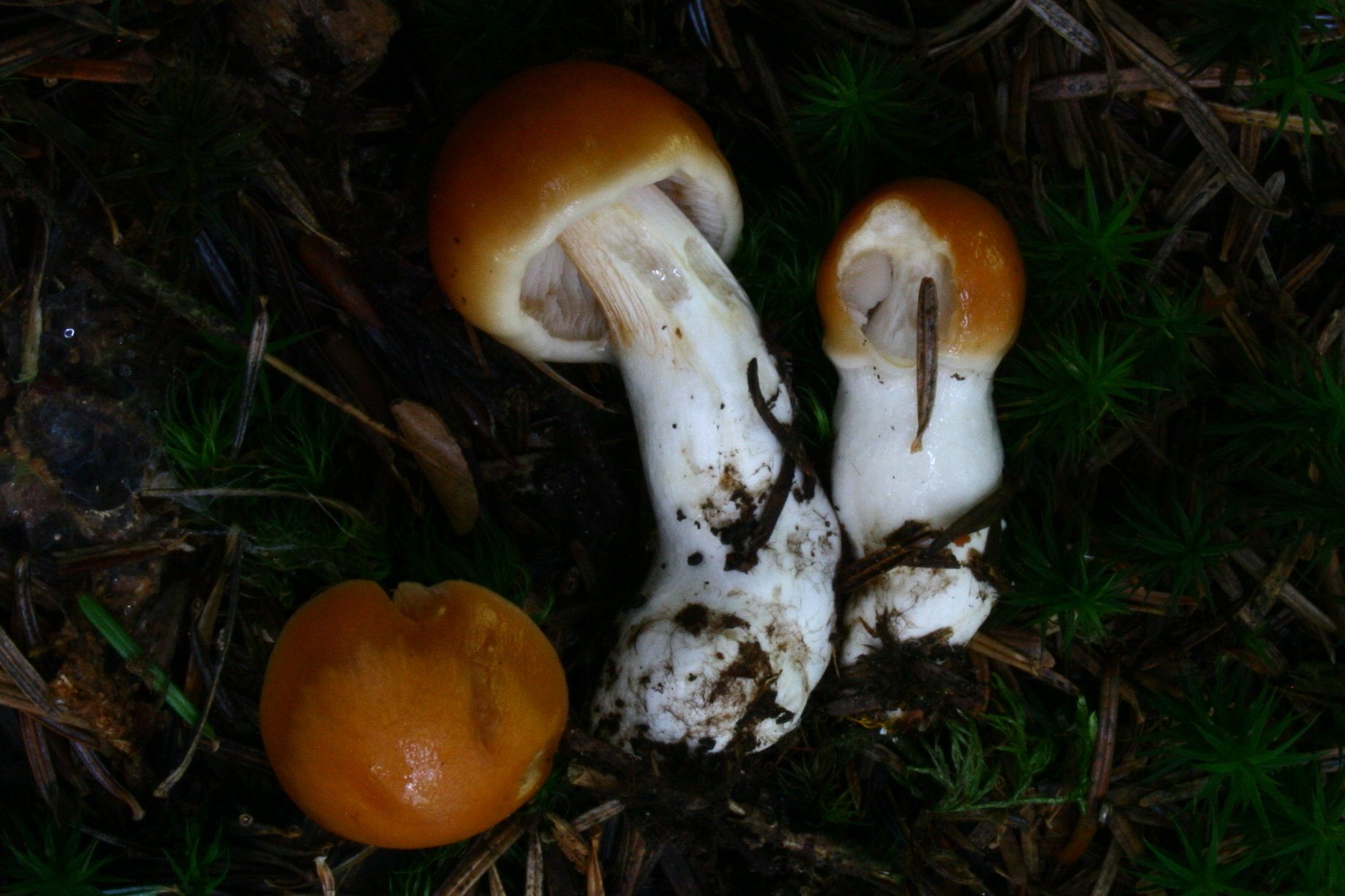
!Cortinarius vibratilis!

## Valorificare
Cortinarius elatior este comestibil și de calitate culinară mediocră. Dați seama că există riscul de confuzie cu alte ciuperci ale genului destul de otrăvitoare.